# کارلو فلیسه بیانکی آندرلونی

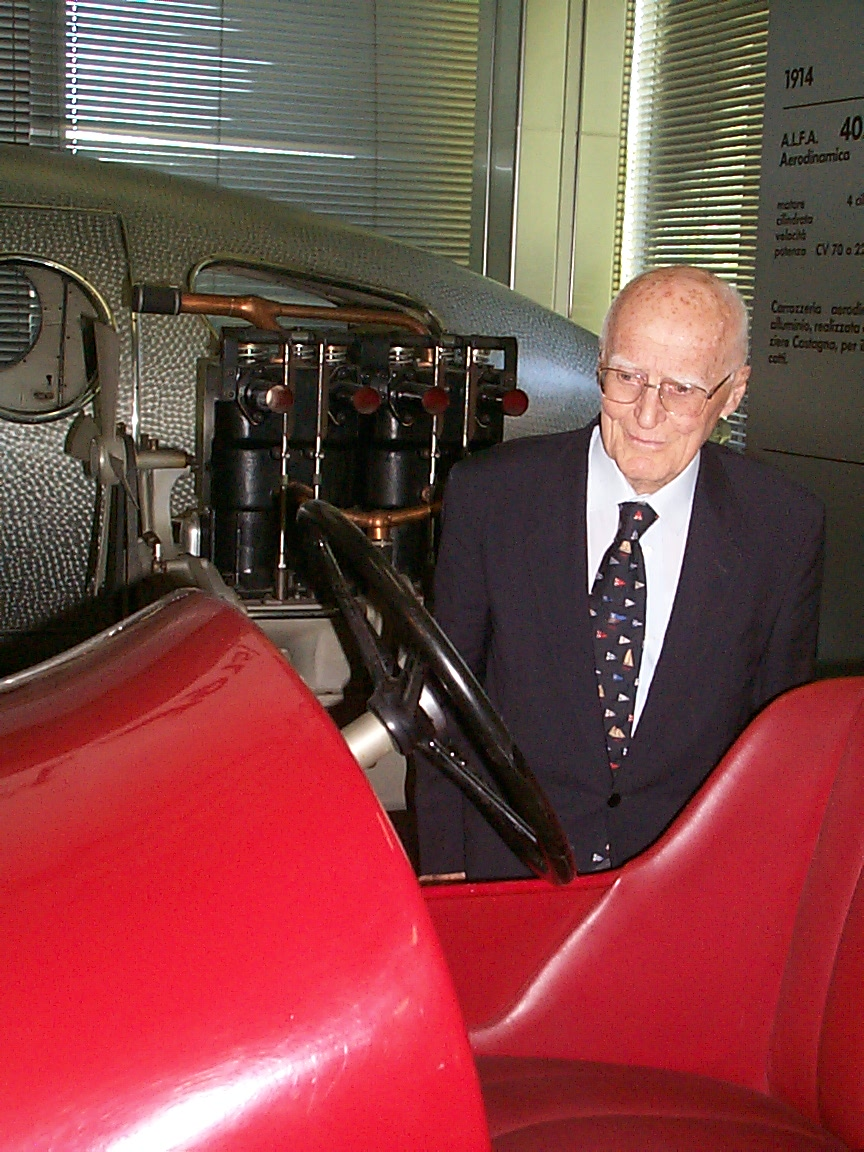
اندرلونی در موزه آلفا، ۲۲ مه ۲۰۰۳

کارلو فلیسه بیانچی «سیسی» آندرلونی (به ایتالیایی: Carlo Felice Bianchi "Cici" Anderloni) (7 آوریل ۱۹۱۶ – ۷ اوت ۲۰۰۳) یک طراح خودرو ایتالیایی بود که به خاطر چندین طرح برای شرکت کارروزریا تورینگ سوپرلجرا شهرت داشت.
پس از تحصیل در دانشگاه پلی‌تکنیک میلان، او به پدرش Felice Bianchi Anderloni (۱۸۸۲-۱۹۴۹) در شرکت کارروزریا تورینگ سوپرلجرا (۱۹۴۴) پیوست و متعاقباً پس از مرگ پدرش (۱۹۴۹) فعالیت‌های طراحی و تولید را رهبری کرد. او نخستین بار در آلفا رومئو ۶سی ۲۵۰۰ اس‌اس کوپه (۱۹۴۹) و فراری ۱۶۶ اس (در بدنه بارچتا) شرکت داشت. این شرکت متوقف شد (۱۹۶۶) و اندرلونی به عنوان مشاور و بعداً به عنوان طراح به آلفا رومئو پیوست. بعداً در انجمن ایتالیایی برای استوریا دل'آتوموبیل شرکت کرد، داوری بود که اغلب در نمایشگاه‌های Concorso d'Eleganza Villa d'Este مورد استفاده قرار می‌گرفت، و اداره ثبت تورینگ (-۱۹۹۵) را رهبری کرد.

## ادبیات
- Giacomo Tavoletti, Il signor تور: کارلو فلیس بیانچی آندرلونی (Automobilia، 2004)[۴]